# Finse Partij
De Finse Partij (Fins: Suomalainen puolue (SP)) was een Finse politieke partij toen Finland nog een onderdeel was van het Russische Keizerrijk. De SP was de voorloper van de huidige Nationale Coalitie Partij.
De SP stond voor sociaal reformisme, conservatisme en Fins nationalisme. De Finse Partij was bereid tot concessies aan de Russische overheid, dit in tegenstelling tot de meer links-liberale Jong-Finse Partij. De SP nam in de taalkwestie een radicaal standpunt in: de partij wilde alleen Fins als erkende taal voor Finland en was tegen het gebruik van Zweeds in het openbaar.
In 1918 werd de SP vervangen door de Nationale Coalitie Partij (KOK), een van de drie grote partijen van Finland.

## Partijprominenten
- Edvard Immanuel Hjelt
- August Johannes Hjelt
- Juho Kusti Paasikivi
- E. Soisalon-Soininen